# Mykola Stezjura
Mykola Mykolajowytsch Stezjura (ukrainisch Микола Миколайович Стецюра; * 20. Juli 1986 in Illitschiwsk) ist ein ukrainischer Handballspieler.
Der 1,92 Meter große und 88 Kilogramm schwere rechte Außenspieler steht seit Januar 2014 beim ukrainischen Verein HK Motor Saporischschja unter Vertrag, mit dem er 2014 die Meisterschaft gewann.
Zuvor spielte der Linkshänder seit 2012 für HC Dinamo Minsk, wo er 2013 Meister und Pokalsieger wurde. Die Saison 2011/12 absolvierte er bei Saint-Raphaël Var Handball in Frankreich. Ab 2004 spielte er bei ZTR Saporischschja, mit dem er 2005, 2007, 2008, 2009, 2010 und 2011 Meister wurde. Er begann bei Portovik Juschni.
Mykola Stezjura erzielte in 23 Länderspielen für die ukrainische Nationalmannschaft 23 Tore (Stand: Dezember 2009) und stand im Aufgebot für die Europameisterschaft 2010.